# Sleš
Saul Hudson, poznatiji kao Sleš (Slash), je gitarista hard rock benda Gans en rouzis (Guns N' Roses).
Prepoznatljiv je po svojoj dugoj kovrčavoj kosi, velikom šeširu, njegovoj ljubavi prema Jack Daniel'su, i, naravno, cigareti u ustima. Trenutno živi na Beverli Hilsu sa svojom ženom Perlom, i dva sina, London Emejlio(London Emilio) i Keš Antoni(Cash Anthony). Trenutno je član benda Slash and the Conspirators koji je osnovao zajedno sa Myles Kennedyem. Takodje, u Guns n roses se vratio 2011. godine, posle pauze duge 15 godina.

## Biografija
Rani zivot
Sleš je rođen 23. jula 1965. u Hampstedu, Engleska, od oca Entonija Hadsona, engleskog Jevrejina i majke Ole Hadson, afroamerikanke. Oboje roditelja se bavilo šoubiznisom (majka je dizajnirala odjeću za Dejvida Bouija u filmu "Čovek koji je pao na Zemlju").
Sredinom 70-ih, njegovi roditelji su se razveli i Sleš se preselio kod svoje babe. Do jedanaeste godine odrastao je u Stoke-on-Trentu kad su se on i njegova majka preselili u Los Angeles, SAD. Otac je ostao u Engleskoj. Sleš je u SAD pohađao srednju školu Beverli Hills zajedno sa budućim zvezdama među kojima su Lenny Kravitz i Nicolas Cage.
Kad je imao oko 15 godina, Sleš je dobio akustičnu gitaru s jednom žicom na kojoj je učio da svira. Slešovi rani uzori su bili Led Zeppelin, Thin Lizzy, Rory Gallagher, Eric Clapton, The Rolling Stones, Queen, Aerosmith, Jimi Hendrix, AC/DC i Jeff Beck. Prva pesma koju je naučio da svira bila je "Smoke on the Water" Deep Purplea. Uzimao je lekcije, ali je hteo i sam da uči. Sleš vježbao 12 sati na dan, što je uticalo na njegovo školsko obrazovanje. Konačno, Sleš je odustao od škole u jedanaestom razredu. Dok je bio deo Los Angeleske scene išao je na audiciju za Glam Metal bend Poison i bio je finalista dok ga nije pobedio nadmoćniji C.C. DeVille. Zatim je upoznao bubnjara po imenu Steven Adler i njih dvojica formirali su bend Road Crew (koji je imao problema sa zadržavanjem članova osim njih dvojice).
Gans en rouzis(Guns N' Roses)
Sleš i Adler su kasnije upoznali budućeg ritam gitaristu Gans en rouzisa Izija Sradlina(Izzy Stradlin) koji im je pustio kasetu na kojoj je Eksl Rouz (Axl Rose) pevao. Slash i Adler su ubrzo upoznali Eksela. Kasnije, kad gitarist Tracii Guns i bubnjar Rob Gardner iz Ekselovog novog benda, Hollywood Rose, nisu mogli da dođu na prvih nekoliko koncerata u Seattleu, Sleš i Adler su se ponudili i ubrzo ušli u bend. Bend je postao Gans en rouzis ubrzo nakon toga.
1988. godine Gans en rouzis su izdali album G N' R Lies, koji je sadržavao kontroverznu pesmu "One in a Million" (među stihovima pesme se našla riječ "niggers" (crnje)). Nakon Use Your Illusion turneje, Sleš je dobio američko državljanstvo.
Dok je svirao u Gn'R kao gitarista, Sleš je surađivao sa mnogim muzičarima među kojima su Lenny Kravitz, BLACKstreet, Michael Jackson i Queen. Sleš je zapamćen po primanju nagrade na American Music Awards 1989. kad je u alkoholiziranom stanju održao govor. Pre primanja druge nagrade Gn'R American Music Awards, on i Duff McKagan su se popeli na pozornicu prilično pijani, držeći piće u rukama i pušeći cigarete. U razmaku od 20 sekundi, Slash je opsovao dvaput u svom suludom govoru pre nego što je bio prekinut muzikom i premeštanjem kamere na AMA logo. Nakon prve riječi na f, iz publike se čuo iznenađujući uzdah, nakon čega je Sleš pokrio usta s cigaretom u ruci, i humoristično rekao "ups" (ovo možete pogledati na YouTube (2:55)).
1991, Gansi su krenuli na 28 meseci dugu turneju Use Your Illusion, odmah nakon izlaska njihovih novih albuma, Use Your Illusion I i Use Your Illusion II. Albumi su označili promenu u muzičkom smjeru benda, uključujući umetničke i dramatične pesme poput "November Rain" i "Estranged". Ovakve pesme su, zajedno s baladama poput "Don't Cry", doprinjele napetostima u bendu zbog kojih se i raspao. Sleš je kasnije naveo ovu činjenicu kao ključnu komponentu njegove nemogućnosti rada s Ekselom.
Sleš je poznat kao obožavatelj filmova Kum te je svirao temu iz filma na svakom koncertu.
Pri kraju turneje, nakon izlaska albuma The Spaghetti Incident?, zadnjeg albuma Guns 'n'Rosesa na kojem svira Slash, počeo je da ulazi i izlaziti iz benda u bend. 1994. i 1995, započeo je projekat po imenu Slash's Snakepit (u kojem su pomogli i gitarista Gilby Clarke i bubnjar Matt Sorum, obojica iz Gn'R) koji je izdao svoj debitantski album, It's Five O'Clock Somewhere.
U dodatku, Sleš je nastupao zajedno sa Majkl Džeksonom (Michael Jackson) na 1995 MTV Video Music Awards. Sleš je svirao gitaru u Black Or White segmentu nastupa, koji je sadržavao neplanirani solo od 90 sekundi, tokom kojeg je Džekson otišao i presvukao se za sledeću pesmu, Billie Jean. Sleš je kasnije nastupao sa Majkl Džeksonom ponovno 10. septembra 2001, na Džeksonovoj 30-godišnjici u Madison Square Gardenu u New Yorku.
Posle Gans en rouzisa
Sleš je službeno napustio Gn'R 1996. godine nakon što je izjavio da ne može da radi sa Ekselom. Navodno su on i Rouz imali nekoliko nesuglasica u pogledu muzičkog smera benda i Sleš je bio ljut kad je Eksel zamenio Gilbyevu gitaru s Paul Tobiasovom na pesmi "Sympathy for the Devil". Zatim se usredio na Slash's Snakepit, svirajući nekoliko koncerata pre raspuštanja benda kasnije iste godine. Ponovno je okupio Snakepit 1998, da bi ga ponovno raspustio u julu 2001. Nakon izdavanja drugog albuma, Ain't Life Grand, godinu dana pre.
2003. godine je učestvovao na "Birdland", povratnom albumu Yardbirdsa (koji se sastojao od već snimljenih delova njihovih najvećih hitova, s gostima među kojima su Jeff Beck, Joe Satriani, Steve Vai, Brian May, Steve Lukather, Jeff "Skunk" Baxter, Johnny Rzeznik, Martin Ditchum i Simon McCarty). Svirao je lead gitaru na pesmi "Over, Under, Sideways, Down".
Od sredine 90-ih do ranih 2000-ih, Sleš je proveo vreme svirajući sa mnogim bendovima, često kao gost na različitim albumima i turnejama uključujući različite stilove muzike. Međutim nije zapravo bio u bendu sve do 2002, kad se sastao sa Daf Mekaganom(Duff McKagan) i Met Sorumom(Matt Sorum) za humanitarni/memorijalni koncert za Randyja Castilla. Shvaćući da još ima hemije među njima, odlučili su da sastave novi bend.
Velvet Revolver i nadalje
Velvet Revolver je počeo kao "The Project", potraga Sleša, Dafa, i Meta za novim pevačem. Za ritam gitaru su pozvali Izija Stradlina, ali to nije išlo jer je Izi imao drugih poslova i turneja. Na kraju su uzeli Dejva Kusnera(Dave Kushner), iz benda u kojem je Daf bio pre nego što se ujedinio sa Sleš. Njih četvorica mesecima su slušali demo snimke potencijalnih pevača, celi proces je zabeležio VH1. Nakon mnogo meseci su hteli odustati. Ali Stone Temple Pilots su bili na produženom odmoru, i pevač Scott Weiland se prijavio za "The Project". Sleš, Daf, i Met su se odmah složili sa njim i Velvet Revolver je nastao.
Bend je svirao koncerte leta 2003. i izdao svoj prvi singl, "Set Me Free" kao deo soundtracka za film The Hulk. u junu 2004, izdali su svoj prvi studijski album, Contraband. Usledila je turneja od 19 mjeseci, kako je album postao platinasti i ustanovio Sleša među masama koje su ga zaboravile tokom godina. Turneja se završila u januaru 2006, a Slash i kolege su uzeli odmor pre početka rada na drugom albumu. Bend je snimio novu pesmu za Steven Spielbergov zadnji film Monster House u maju 2006.
17. januara 2007. Sleš je dodan u Hollywood Rock Walk of Fame, rame uz rame sa legendama poput Jimmyja Pagea i Eddieja Van Halena. 2. marta 2007. Sleš je bio gost na pogrebu Anne Nicole Smith.
12. marta 2007. Sleš i Velvet Revolver su odali počast Van Halenu uvodeći bend u Rock N' Roll Hall of Fame. Takođe su odsvirali i dve obrade.
Sleš će se pojaviti na naslovnoj strani Guitar World magazina za izdanje u julu 2007. Naslov je "The cat in the hat is back" ("Mačak u šeširu se vratio") i na slici Sleš drži gitaru dok mu zmija gmiže prema licu. Izdanje takođe sadrži detaljan intervju sa umetnikom.

## Kontroverzije
U martu 2006. Ekselov advokat je objavio sledeću izjavu: "U oktobru 2005. Sleš se nenajavljeno pojavio pred kućom Eksel Rouza u 5:30 sati. Nije se činio pod uticajem alkohola, Sleš je došao da kaže Ekselu: 'Daf je beskičmenjak,' 'Skot je prevarant,' i da 'mrzi Meta Soruma' i da je ovaj hladni rat, natjecanje da je Sleš postigao više od Eksela u zadnjih 20 godina, dobio Eksel koji je dokazao da je 'jači.' Eksel se nadao da će Sleš čuti njegove objave da završi rat i nastavi sa životom. Nažalost, to se nije dogodilo."
Sleš nije komentarisao Ekselovu izjavu - ali portparol Velvet Revolvera je obećao da će se Sleš čuti uskoro - Sleš nije dao izjavu, ali Skot Veilend (iz Velvet Revolvera) je objavio ovo na njihovoj stranici:
Izjava je sklonjena dva dana posle.
25. aprila 2006, Daf Mekagan je gostovao u emisiji Opie & Anthony na XM radiju. Opovrgnuo je sve glasine da Sleš napušta Velvet Revolver govoreći da su jednostavno "sranje". Dva dana kasnije, Sleš i njegova supruga Perla su zatražili razvod u Los Angelesu. Veruje se da je Perla, koja je takođe menadžer Velvet Revolvera, izvor lažnih glasina oko prekida Velvet Revolvera kao i ponovnog ujedinjenja Sleša sa Ekselom. Te su glasine bile netačne (Sleš je na Camp Freddyu 13. maja rekao da je i dalje u Velvet Revolveru i da nije razgovarao sa Ekselom od 1996)
13. maja 2006, Sleš je gostovao na Camp Freddy Showu na Indie 1031 FM radiju i porekao da je posetio Eksela ili rekao sve što je Eksel tvrdio. Sleš je izjavio: "Ne želim da se uplićem u tu dugu stvar. To je nešto što je on (Eksel) odlučio da učini... Bilo je mnogo stvari koje su učinjene da bi se promovirao sledeći album Gansa i turneja i takve stvari, zato je bila ova stvar kako sam otišao do njegove kuće i da smo razgovarali i da sam ja rekao svašta o svojim kolegama iz benda. I to je jednostavno neistinito. Nisam razgovarao sa tipom na bilo kakav način već 12 godina, od 1996. [Smijeh] I to je to. Nema istine u tome."

## Oprema
Gitare
Sleš poseduje 250 gitara. Neke od njih su sledeće:
- Gibson
- Les Paul Slash Custom Shop model
- 1959 Les Paul replika koju je izradio Kris Derrig (neki ljudi misle da je to Max Baranet Les Paul replika, ali nije), "Sveti Gral *za snimanje u studiju".
- 1987 Les Paul Standard (Factory Second) (Slashova glavna gitara za svirke uživo s vratom slomljenim na 2 mjesta; popravljeno)
- 1958 Les Paul replika koju je izradio Kris Derrig
- 1959 Les Paul replika koju je izradio Kris Derrig
- Standard i Custom Les Paul modeli
- 1957-58-59-60 Les Paul Reissue
- 2004 Signature (Velvet Revolver)
- 1963 & 1965 Melody Maker
- 1960 SG
- EDS-1275
- 1959 Flying V
- 1958 Explorer
- ES-335
- Firebird VII
- J-100
- Fender
- Squier
- 1952 Telecaster
- 1956 Stratocaster
- 1965 Stratocaster
- 2006 JazzMaster
- Ernie Ball/Musicman
- Silhouette
- Guild
- 1999 Crossroads Doubleneck ("Godzilla")
- akustična gitara s 12 žica
- B.C. Rich
- Mockingbird (najmanje 3 potpisana modela s aktivnom elektronikom)
- Rich Bich s 10 žica
- Warlock
- Martin
- D-28 akustična gitara
- Ramirez
- klasična gitara
- Travis Bean
- Travis Bean Electric
- First Act
- 2006 GarageMaster (korištena u reklami za Volkswagen)

Gitare korištene u studiju za snimanje albuma Libertad:
- 1959 Gibson Les Paul replika koju je izradio Chris Derrig
- 1960 Gibson Les Paul reissue
- Gibson Les Paul Slash Custom Shop model
- Gibson Les Paul junior
- Gretsch 6120 Brian Setzer model
- Rickenbacker s 12 žica
- Fender Stratocaster

Pojačala
Sleš je prvi muzičar koji ima Marshall pojačalo sa potpisom.
- Marshall
- Vintage model iz 1960-ih Marshall 1959 koje je modificirao Tim Caswell u SIR studiju; korišteno za snimanje albuma Appetite for *Destruction (zamalo ukradeno)
- 2555SL Signature Head s EL-34 lampama
- JCM-800 2203 Head s 6550 lampama
- JCM 2555 Silver Jubilee
- 50W Plexi model 1987
- Vintage Modern 2466 s KT-66 lampama
- 1960BV 4x12 kutije
- 60 Watt Celestion "Vintage 30" zvučnici
- 1960BX 4x12 kutije
- 25 Watt Celestion "Greenback" zvučnici

Efekti
- Dunlop Rack Mounted Crybaby
- Rocktron Hush II CX
- DBX 166 Compressor
- Yamaha SPX 900 Multieffect
- Boss DD-5 Delay (za solo)
- MXR 10-band graphic EQ
- Dunlop Heil Talkbox
- Boss GE-7 (za solo)

Efekti korišteni u studiju za snimanje albuma Libertad :
- Dunlop Crybaby Slash Wah SW-95
- Dunlop Crybaby Q Wah 95Q i Q-Zone
- Dunlop MXR Boost/Overdrive MC-402 (za solo)
- Chicago Iron Octavian
- Dean Markley Voice Box

Ostalo
Žice
- Ernie Ball Slinky R.P.S debljine 11-48

Pickupi
- Seymour Duncan APH-1 Alnico II Pro
- Vintage Gibson PAF

Trzalice
- Dunlop Purple Tortex (1,14 mm)

Dodatno
- Shure Wireless Guitar Kit
- CAE custom switcher/router
- Peterson Strobe štimer
- Nady 950-GT Wireless Guitar System (koristio s Guns N' Roses)
- Monster kablovi
- Gitanes cigarete
- Marlboro Red cigarete

## Zanimljivosti
- Sleš je izabran za 12-og od 40 najuicajnijih gitarista na Chez 106's listi.
- Sleš se pojavljuje u video igrici Chrono Trigger kao gunđajući član muzičke trojke negativaca (takođe se pojavljuju Flea i Ozzy).
- Pojavljuje se kao lik u video igrici Guitar Hero III.
- On je jedini dugoročni član Guns N' Rosesa koji nije rođen u Sjedinjenim Državama (originalni basista Ole Beich je rođen u *Danskoj, ali je kratko bio u bendu).
- Sleš izdaje autobiografiju.
- Sleš je nekada imao crn jezik, i tvrdio je da je uzrok alkohol.